# 가토 야스카도
가토 야스카도(加藤泰觚)는 이요 니야번 제2대 번주이다. 아버지는 오즈 번 세자 가토 야스요시(加藤泰義).
| 전임 가토 나오야스 | 제2대 니야번 번주 (가토가) 1682년 ~ 1716년 | 후임 가토 야스쓰라 |